# 罕台镇
罕台镇，是中华人民共和国内蒙古自治区鄂尔多斯市东胜区下辖的一个乡镇级行政单位。2019年被评为中国文化百强镇。

## 行政区划
罕台镇下辖以下地区：
庆丰社区、九成功村、布日都梁村、灶火壕村、永胜村、查干布拉格村、色连村、撖家塔村和罕台庙村。